# Diego Morel
Diego Alejandro Morel Bejarano (Asunción, 15 de diciembre de 1993) es un futbolista paraguayo que se desempeña como arquero y actualmente está sin club. Fue parte de la selección sub-20 de Paraguay que obtuvo el subcampeonato en el Sudamericano de 2013 e incluido en el equipo ideal de ese torneo.

## Selección nacional
Jugó como guardameta titular de la selección paraguaya de la categoría el Campeonato Sudamericano de Fútbol Sub-20 de 2013, disputado en Argentina en donde se consagró subcampeón, y la Copa Mundial de Fútbol Sub-20 de 2013, que se disputó en Turquía.

## Clubes
| Club                   | País     | Año       |
| ---------------------- | -------- | --------- |
| Libertad               | Paraguay | 2013-2016 |
| Rubio Ñu (préstamo)    | Paraguay | 2014      |
| River Plate (préstamo) | Paraguay | 2016      |
| Independiente CG       | Paraguay | 2016-2022 |
| 2 de Mayo              | Paraguay | 2022-2024 |

## Distinciones individuales
| Distinción                                      | Año  |
| ----------------------------------------------- | ---- |
| Equipo Ideal del Campeonato Sudamericano Sub-20 | 2013 |